# Franz Ludwig Schnyder von Wartensee
Franz Ludwig Friedrich Dominik Schnyder von Wartensee (* 6. Oktober 1747 in Sursee; † 2. Juli 1815 in Luzern) war ein Schweizer Politiker.

## Leben
Schnyder von Wartensee war ein Sohn des Georg Johann Karl Christof Schnyder von Wartensee (1715–1785), Schultheiss von Sursee, und dessen Ehefrau Anna Beatrix, geb. Schumacher. Er selbst war Twingherr zu Oberkirch und stand in den 1770er Jahren zeitweilig in französischen Diensten. Er war 1775 Grossrat, 1776 Kleinrat von Sursee und Seckelmeister. 1782 folgte er seinem Vater als Schultheiss nach. Dieses Amt hatte er bis 1798 inne. Zur Zeit der Helvetik war er ab 1798 Oberrichter und Amtmann von St. Urban, Mitglied des Luzernischen Nationalkonvents und der provisorischen Regierung. 1811 wurde er Oberamtmann von Sursee, am 23. Februar 1814 Kleinrat von Luzern.

## Familie
Seit 1780 war Schnyder von Wartensee verheiratet mit Anna Maria, geb. Meyer, einer Tochter des Jost Leonto Anton Meyer, Schultheiss und Prätor in Sursee.